# Leo Battesti
Leo Battesti (Bastia, 1953) és un periodista i polític nacionalista cors. De ben jove milità en l'Acció Regionalista Corsa i el 1976 fou un dels fundadors de la Consulta di a Ghjuventu Naziunalista Corsa (CGNC), en la que fou nomenat secretari general de la Cunsulta di i Studienti Corsi (CSC). El 1978 fou arrestat sota l'acusació de pertànyer al FLNC i fou empresonat fins al 1981, quan fou amnistiat després de l'elecció com a president de França de François Mittérrand.
Un cop alliberat, continuà la seva militància en el nacionalisme cors i treballà com a periodista. Fou portaveu de la Consulte di i Cumitati Naziunalisti, i fou arrestat novament el 1983 arran les manifestacions per la desaparició de Guy Orsoni, i novament el 1984, per apologia de l'assassinat arran del raid a la presó d'Ajaccio del FLNC per a venjar Orsoni. Un cop alliberat, fou secretari general del Muvimentu Corsu per l'Autodeterminazione (MCA), amb el qual fou membre de l'Assemblea de Còrsega de 1986 a 1992, i en la que fou membre de la comissió d'esports. De 1988 a 1992 també fou regidor de Bastia.
El 1987 fou membre de la direcció d'A Cuncolta Naziunalista, vitrina legal del FLNC, que el 1990 abandonà per a fundar el Moviment per l'Autodeterminació (MPA) i esdevingué un dels dirigents del FLNC-Canal Habitual. Fou escollit conseller a les eleccions a l'Assemblea de Còrsega de 1992 per Corsica Nazione, però un temps després dimití i abandonà el MPA. El 1997 va fundar la Lliga Corsa d'Escacs, i el 2005 fou nomenat vicepresident de la Federació Francesa d'Escacs.